# Koreșciîna, Hlobîne
Koreșciîna (în ucraineană Корещина) este un sat în comuna Zemleankî din raionul Hlobîne, regiunea Poltava, Ucraina.

## Demografie
Componența lingvistică a localității Koreșciîna
     Ucraineană (93,85%)
     Rusă (3,08%)
     Română (3,08%)
Conform recensământului din 2001, majoritatea populației localității Koreșciîna era vorbitoare de ucraineană (93,85%), existând în minoritate și vorbitori de rusă (3,08%) și română (3,08%).